# Ханкинский район
Ханкинский район (узб. Xonqa tumani / Хонқа тумани) — административная единица в Хорезмской области Узбекистана. Административный центр — городской посёлок Ханка.
Население — 188 300 человек в 2021.

## История
Ханкинский район был образован в 1920-х годах. В 1938 году вошёл в состав Хорезмской области. 4 марта 1959 года к Ханкинскому району была присоединена часть территории упразднённого Багатского района В 1963 году район был упразднён, а в 1973 году восстановлен.

## Административно-территориальное деление
По состоянию на 1 января 2011 года, в состав района входят:
- 5 городских посёлков:

1. Ханка,
2. Бирлашган,
3. Ёш Куч,
4. Истиклол,
5. Маданий Ер.

- 10 сельских сходов граждан:

1. Аладжа,
2. Амударья,
3. Каракош,
4. Катта Жирмиз,
5. Кыркяп,
6. Мадир,
7. Навхас,
8. Намуна,
9. Сарыпаян,
10. Тамадургадык.